# Lucky Cha Cha Cha!
Singles par Mini Moni
Mirakururun Grand Purin! (...)
(2003)
Lucky Cha Cha Cha! (ラッキーチャチャチャ!) est le 12e (et dernier) single du groupe de J-pop Mini Moni (le 7e attribué au groupe sous ce seul nom), sorti en 2004.

## Présentation
Le single sort le 21 avril 2004 au Japon sous le label Zetima, écrit et produit par Tsunku. Il atteint la 6e place du classement de l'Oricon. Il se vend à 20 543 exemplaires la première semaine, et reste classé pendant cinq semaines, pour un total de 34 398 exemplaires vendus durant cette période. Il sortira aussi au format "Single V" (DVD) une semaine plus tard, le 28 avril 2004, contenant le clip vidéo.
Les membres conserve pour ce single le look Hip-hop adopté sur le précédent single Crazy About You. La chanson-titre sert de thème musical au drama Mini Moni de Bremen Ongakutai dont le groupe est la vedette ; elle ne figurera sur aucun album. En effet, ce single restera le dernier disque du groupe, qui est dissous le mois suivant.

## Membres
Mika Todd ; Nozomi Tsuji ; Ai Kago ; Ai Takahashi

## Liste des titres
Toutes les chansons sont écrites et composées par Tsunku.
| 1. | Lucky Cha Cha Cha! (ラッキーチャチャチャ!)                      | Hideyuki "Daichi" Suzuki | 2:58 |
| 2. | Egao no Date Saigo no Date (笑顔のデート 最後のデート)          | AKIRA                    | 4:36 |
| 3. | Lucky Cha Cha Cha! (Original Karaoke) (...オリジナル・カラオケ) | Hideyuki "Daichi" Suzuki | 2:55 |

| 1. | Lucky Cha Cha Cha! (ラッキーチャチャチャ!)            |  |
| 2. | Lucky Cha Cha Cha! (Close-Up Ver.) (...Close-Up Ver.) |  |
| 3. | Making Eizo (メイキング映像)                          |  |